# Leucoplasto

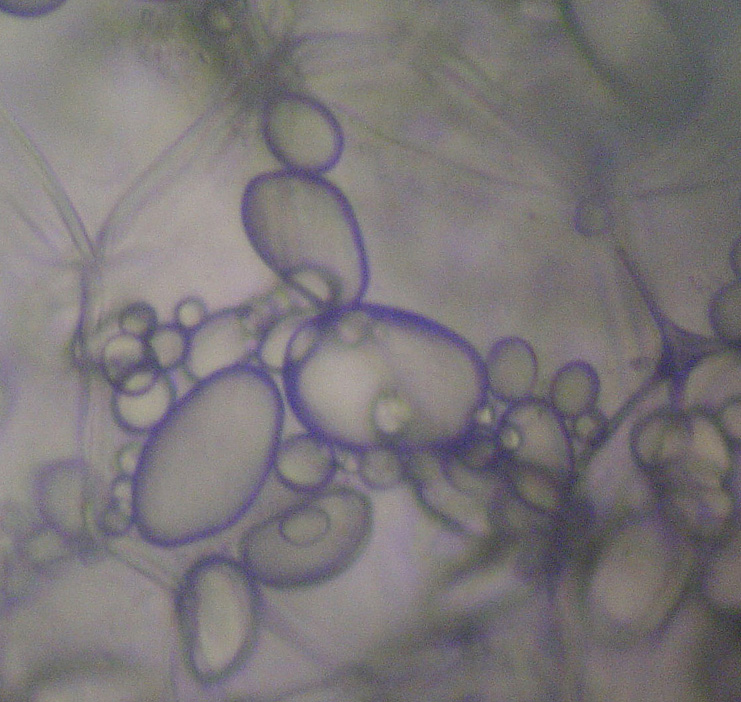
leucoplastos.

Los leucoplastos (del griego "leukos" <blanco> y "plastos" <organelo>) son plastidios que almacenan sustancias incoloras o poco coloreadas. Abundan en órganos de almacenamientos limitados por membrana que se encuentran solamente en las células de las plantas y de las algas. Están rodeados por dos membranas, al igual que las mitocondrias, y tienen un sistema de membranas internas que pueden estar intrincadamente plegadas. Los plástidos maduros son de tres tipos: leucoplastos, cromoplastos y cloroplastos. Los leucoplastos almacenan almidón o, en algunas ocasiones, proteínas o aceites. Los cromoplastos contienen pigmentos y están asociados con los colores naranja y amarillo brillante de frutas, flores y hojas del otoño. Los cloroplastos son los plástidos que contienen clorofila y en los cuales tiene lugar la fotosíntesis. Al igual que otros plástidos, están rodeados por dos membranas; la membrana interna, la tercera membrana de los cloroplastos, forma una serie complicada de compartimientos y superficies de trabajo internos.
En resumen, son organelos rodeados de dos membranas y se clasifican según los pigmentos y sustancias que contengan:
- Leucoplastos: sin pigmentos.
- Cloroplastos: con clorofila.
- Cromoplastos: contienen pigmentos, como los carotenos.
- Amiloplastos: contienen almidón.

## Otros tipos de plastos

Tipos de plástidos, o plastos.

En el estroma se produce la elaboración de hidratos de carbono, así como la síntesis de algunos ácidos grasos y proteínas.
- Plasto
  - Cloroplasto y etioplasto
  - Cromoplasto
  - Leucoplasto
    - Amiloplasto
      - Estatolito

    - Oleoplasto
    - Proteinoplasto